# Свенсон, Инга
Инга Свенсон (англ. Inga Swenson; 29 декабря 1932[…], Омаха, Небраска — 23 июля 2023, Лос-Анджелес, Калифорния) — американская актриса и певица.
Инга Свенсон сыграла несколько десятков ролей на протяжении своей карьеры. Она наиболее известна по своей роли в длительном комедийном сериале «Бенсон» (1979—1986), которая принесла ей три номинации на премию «Эмми» за лучшую женскую роль второго плана в комедийном телесериале и одну на «Золотой глобус» за лучшую женскую роль второго плана — мини-сериал, телесериал или телефильм. Её работа в бродвейских мюзиклах принесла ей две номинации на премию «Тони», а также несколько других наград.
Инга Свенсон появилась в нескольких фильмах, в том числе в «Сотворившая чудо», «Совет и согласие», «Губная помада», а на телевидении также снялась в мини-сериале «Север и Юг» и его продолжении. Кроме этого она была гостем в сериалах «Мыло», «Отель» и «Золотые девочки».

## Награды и номинации
- «Эмми»
  - 1980 — Премия «Эмми» за лучшую женскую роль второго плана в комедийном телесериале — «Бенсон» (номинация)
  - 1982 — Премия «Эмми» за лучшую женскую роль второго плана в комедийном телесериале — «Бенсон» (номинация)
  - 1985 — Премия «Эмми» за лучшую женскую роль второго плана в комедийном телесериале — «Бенсон» (номинация)

«Золотой глобус»
  - 1986 — Премия «Золотой глобус» за лучшую женскую роль второго плана — мини-сериал, телесериал или телефильм — «Бенсон» (номинация)

«Тони»
  - 1964 — Премия «Тони» за лучшую женскую роль в мюзикле — 110 in the Shade
  - 1965 — Премия «Тони» за лучшую женскую роль в мюзикле — Baker Street